# City Point & Drehscheibe Bochum
In der Bochumer Innenstadt befinden sich die beiden Einkaufszentren Drehscheibe und City Point, die durch Übergänge im Unter- sowie im ersten Obergeschoss miteinander verbunden sind. Betrieben werden die Center von der ECE Projektmanagement GmbH, wobei es ein gemeinsames Management für beide Häuser gibt. In diesem Zusammenhang sind sie auch unter einem einzigen Namen geläufig, nämlich Drehscheibe/City Point Bochum.

## Beschreibung
Die Drehscheibe wurde am 4. Oktober 1984 eröffnet und verfügt über 30 Geschäfte auf drei Verkaufsebenen und 10.000 m² Verkaufsfläche. Im März 1989 eröffnete der gegenüberliegende City Point, in dem 8.100 m² Verkaufsfläche auf fünf Ebenen verteilt sind. In beiden Centern befinden sich jeweils 30 Geschäfte, im Betrieb (Drehscheibe / City Point) arbeiten insgesamt 1000 Angestellte. Die Besucherzahlen liegen bei 21.890 täglich, im Gesamteinzugsgebiet leben knapp 600.000 Menschen.

## Lage und Infrastruktur

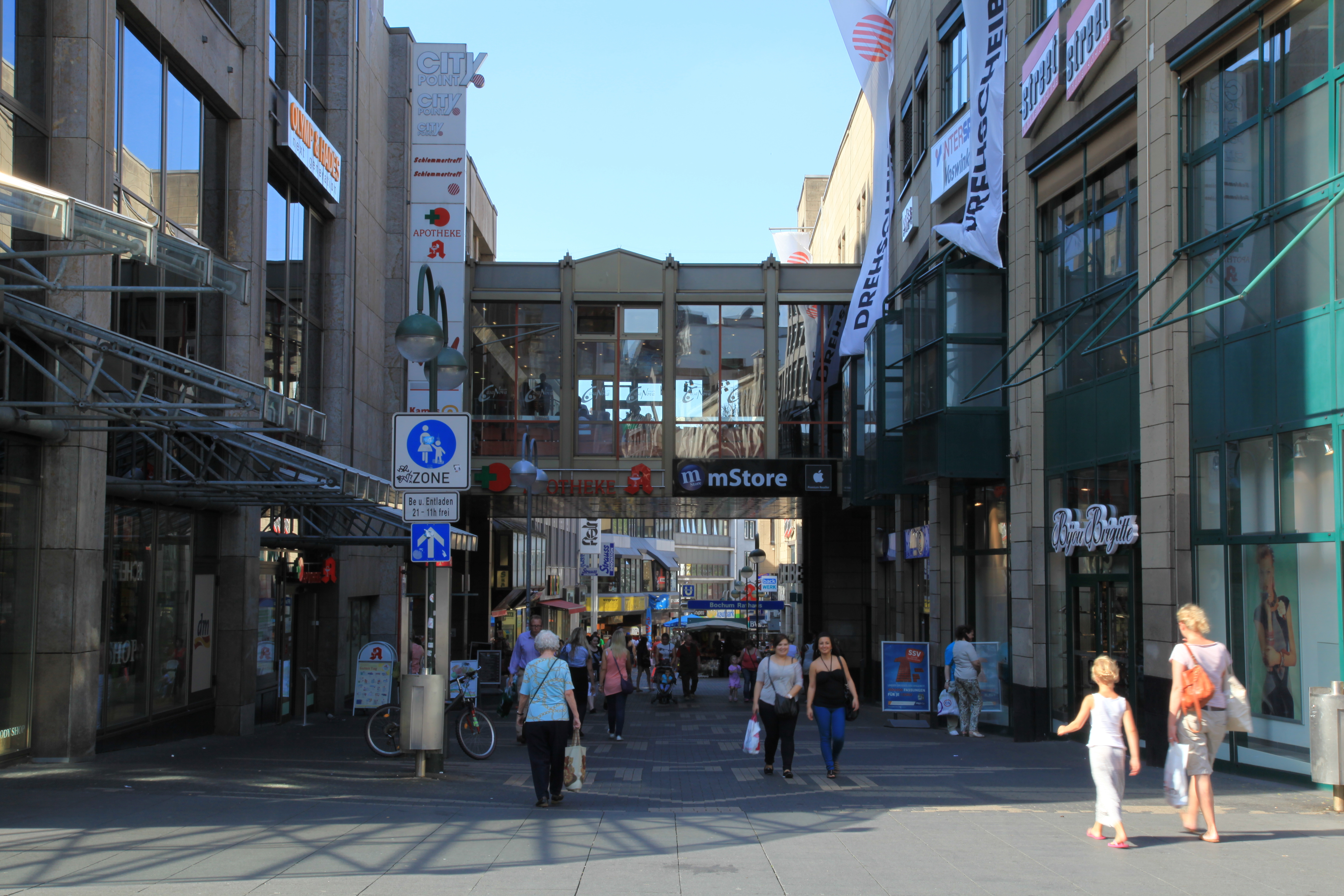
Center-Durchgang über der Kortumstraße

Die beiden gegenüberliegenden Center liegen in der Hauptfußgängerzone Bochums, der Kortumstraße (Ecke Bongardstraße).
Im Untergeschoss, wo sich auch einer der beiden Übergänge von einem Gebäude ins andere befindet, ist ein direkter Zugang zur U-Bahn-Linie 35, Haltestelle Rathaus Nord. Es gibt ein Parkhaus mit 700 Autostellplätzen, außerdem wird der Bereich von einigen Straßenbahn- und Buslinien angefahren.

## Standort und zeitliche Entwicklung
Die Kortumstraße hat eine „überragende Bedeutung“ als Verkehrs- und Geschäftsachse Bochums und blickt seit ihrer Entstehung im Jahr 1884 auf eine bewegte Geschichte zurück. Benannt wurde sie nach dem Wissenschaftler, Arzt und Literaten Carl Arnold Kortum (1745–1824), einem der berühmtesten Bürger der Stadt. Im Untergeschoss zwischen den Einkaufszentren steht eine bronzene Büste Kortums, geschaffen vom Bildhauer Heinrich Schroeteler.
Dort, wo sich seit 1984 das Center „Drehscheibe“ befindet, stand bis Anfang der 1980er das Bochumer Hansa-Haus, welches Anfang des 20. Jahrhunderts vom Architekten Otto Herold erbaut worden war. Es war ein durch seine Größe herausragendes Gebäude mit Jugendstil-Fassade und diente bis zum Zweiten Weltkrieg als Amüsiertempel. Es beheimatete unter anderem ein Varieté, eine Bierhalle, Cafés und das erste Tonfilmkino Bochums. Als eines von wenigen Gebäuden in Bochums Stadtmitte überstand das Hansa-Haus den Krieg so gut, dass es wiederhergestellt werden konnte. Allerdings wurde es 1981 abgerissen, an seiner Stelle wurde das wesentlich kleinere Gebäude des Einkaufscenters gebaut. Einige Relikte des Hansa-Hauses sind – ebenso wie die Büste Carl Arnold Kortums, und ebenfalls durch die Arbeit von Heinrich Schroeteler- im Untergeschoss zu sehen. Reliefs und Skulpturen, die beim Abriss geborgen worden waren, wurden hier teilweise für die Wandgestaltung verwendet.
Im gegenüberliegenden Gebäude hatte sich das 1957 erbaute Kaufhaus Wertheim sowie das Spielwaren- und Fahrradgeschäft Röl befunden. Es wurde von 1988 bis 1989 zum City-Point umgebaut.